# Zazaki

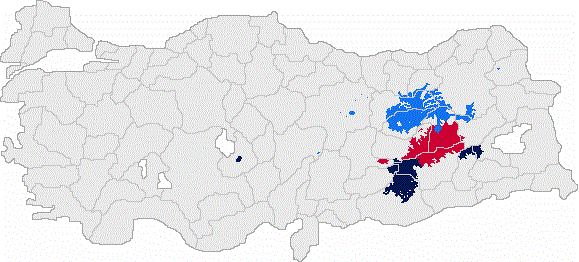
het gebied in Turkije waar een van de dialecten van Zazaki gesproken wordt

Kirmanckî (ook wel Dimili, Kirdki en Zazaki en Zaza-Koerdisch genoemd) is een Iraans dialect dat voornamelijk in Turkije wordt gesproken door de Zaza, een volk in Oost-Turkije. Kirmanckî behoort tot de noordwestelijke groep van Iraanse talen.

## Verspreiding
Het Zazaki wordt in Oost-Anatolië gesproken in de provincies:
- Tunceli
- Erzincan
- Bingöl
- Hınıs
- Varto
- Elazig
- Diyarbakir
- Siverek
- Adiyaman.

Daarnaast door inwoners van een aantal dorpen in:
- Malatya
- Mardin
- Mutki
- Aksaray
- Kars
- Göle
- Sivas

Het wordt ook gesproken door mensen in diaspora verspreid over de Turkse metropolen zoals Istanboel, Ankara, İzmir en Mersin. Ook in Iran, Irak, Kazachstan en Georgië leven sprekers. Daarnaast zijn er veel sprekers van het Zazaki in Duitsland, waar 500.000 tot 600.000 Zazaki's wonen, waarvan naar schatting 150.000-200.000 mensen die het Zazaki als moedertaal hebben. Het totale aantal sprekers schat men op minstens een miljoen, maar zou ook enkele miljoenen kunnen bedragen.
Opvallend is dat er geen Zazaki-literatuur bestaat, en dus nauwelijks een cultureel erfgoed. Hoewel er al anderhalve eeuw onderzoek loopt naar het Zazaki, is er relatief weinig bekend over de grammatica.

## Geschiedenis
Het Zazaki is waarschijnlijk afkomstig uit Noord-Iran, uit de regio "Deyleman" aan de Kaspische Zee, het tegenwoordige Gilan. De Iraanse talen die daar tegenwoordig gesproken worden (de zogenaamde Kaspi-dialecten) zoals Sangsari, Mazenderani, Tati (Herzendi) en Semnani zijn in grammaticaal opzicht meer verwant aan het Zazaki dan aan het Koerdisch. Zowel het nog door weinige Koerdische Mesopotamiërs gesproken Gorani en het in Beloetsjistan gesproken Beloetsji tonen eveneens een nauwe taalkundige verwantschap met het Zazaki.
Vermoedelijk zijn de Dimili's tussen de 10e en 11e eeuw geïmmigreerd naar hun hedendaagse gebied in Oost-Anatolië. Dat de huidige Zazaki's de afstammelingen zijn van Deylemieten wordt ook weleens beweerd. Er zijn ook theorieën die beweren dat de voorouders van de Zazaki's vanuit het huidige woongebied (het historische Dersim) naar andere plaatsten zouden zijn verspreid. Beide theorieën worden vaak verworpen, want het Zazaki en Goranî werd in Koerdistan door de adellijken, rijken en zelfs door Koerdische koningen gesproken, omdat het beide bekendstond als de "beschaafde taal" binnen het volk, dit is volgens een Koerdische wetenschapper de reden dat beide dialecten van het Koerdisch op elkaar lijken, dit had hij gezegd bij het Koerdische kanaal TRT 6.
De eerste schriftelijke documenten over het Zazaki zijn verzameld door de taalkundige Peter Lerch in 1850. Bekend zijn nog twee religieuze schriften (mewlid) uit 1899 van Ehmedê Xasî en van Usman Efendiyo Babic (gepubliceerd in Damascus, 1933) die in het Arabische alfabet waren geschreven.
Pas in de jaren 80 werd beweerd dat het Zazaki geen Koerdisch dialect is, de eerste die dit zei was Ebubekir Pamukçu. Pamukçu kwam met het idee om voor een "Zazaistan" te strijden.
Begin jaren 80 werd het Zazaki voor het eerst in het Latijnse alfabet geschreven in een aantal cultuurtijdschriften in Zweden, Frankrijk en Duitsland. Dat werd gevolgd door talloze boeken en bladen die nog steeds gepubliceerd worden in Turkije, met name in Istanboel. De belangstelling van Zazaki-intellectuelen voor de geschreven taal heeft ertoe geleid dat het aantal publicaties explosief gestegen is. Het is bijna een renaissance te noemen. De herontdekking zorgde niet alleen voor een herleving van deze taal en cultuur, maar maakte de taal ook populairder bij de jongeren. Vooral de aandacht voor Zazaki-muziek werd almaar groter.
Tot in het begin van de jaren 90 was in Turkije het openbare gebruik (schrijven, muziek maken en het spreken) van het Koerdisch, zowel het Zazaki als Kurmancî, strafbaar. Sindsdien is er geleidelijk meer ruimte gekomen om vrij Zazaki te spreken en schrijven. Ook is er op het Koerdisch kanaal TRT 6 een radio- en televisieprogramma in het Zazaki.